# Demissão responsável
Demissão responsável é um conceito baseado na legislação européia, que apóia as organizações na gestão e implantação dos seus processos de reestruturação. Prevê a recolocação, em condições de trabalho e renda, dos profissionais, de todos os níveis, atingidos, demitidos ou desligados por aderirem a um plano de demissão incentivada. No Brasil, as primeiras implantações de programas com este conceito foram feitas a partir do final de 1999, e início de 2000 pelas novas concessionárias de telefonia, na primeira fase de reestruturação pós-privatização.

## Contexto
Todos apontam a recessão como propulsora do desemprego, mas a raiz do problema é bem mais profunda, não se restringe apenas ao desaquecimento da economia. A escassez de vagas está diretamente relacionada à nova realidade do mercado, que exige das empresas um esforço redobrado para ganhar competitividade, seja por meio de fusões, incorporações ou parcerias estratégicas. Isto gera duplicidade de funções, extinções de cargos e, conseqüentemente, reduções drásticas do quadro de funcionários para equilibrar os custos. Como o mercado não cresce mais nas mesmas proporções de décadas anteriores, não há mais consumidores novos capazes de dar vazão à enxurrada de novos produtos. A convivência de dois players em um mesmo segmento, atuando numa mesma região, vem se tornando cada vez mais insustentável.

## No mundo
Cada continente tem um modo peculiar de defender-se do desemprego estrutural. Na Europa, uma das regiões mais afetadas pelo problema, por exemplo, há duas fórmulas predominantes no meio empresarial. Uma delas consiste na redução do desemprego pela criação de novas oportunidades de trabalho e renda e pela flexibilização do trabalho (redução de jornada, banco de horas, acordos de trabalho temporário). Outra vertente investe em benefícios como seguro desemprego, por exemplo, e também na criação de um Plano Social, que obriga a empresa que demite mais de dez funcionários em menos de três meses, por razões econômicas, a apoiar o ex-funcionário na busca de uma nova colocação.

## Metodologia
O método consiste em ajudar cada profissional a definir e alcançar seus objetivos mais rapidamente, por meio do conhecimento de suas capacidades, das necessidades do mercado, e da prospecção ativa das oportunidades.
A metodologia se baseia na implantação de "Células de Emprego", que são unidades que agilizam a recolocação dos profissionais, num prazo que varia de 90 a 120 dias. Esse sistema permite conduzir cada profissional a uma solução adequada, desde a recolocação em novo emprego até a criação de negócio próprio, ou atuação como autônomo ou cooperado, entre outras opções.
O processo se inicia pelo desenvolvimento de um balanço de competências e preferências profissionais, que serve de alicerce para o profissional definir seu projeto, e buscar sua inserção profissional e social.

## Benefícios
Esta iniciativa, de prestar serviços de recolocação para demitidos de todos os níveis, normalmente alcança índices de sucesso que variam entre 80% e 90%. Grandes companhias que passaram recentemente por reestruturações aplicaram esta metodologia com êxito e recolocaram quase a totalidade dos dispensados. Isto mostra que com uma técnica adequada é possível abreviar o tempo de desemprego. É óbvio que só isto não é suficiente para reduzir o desemprego global, mas, pelo menos, permite que os profissionais melhor treinados encontrem vagas mais rápido ou mesmo tornem-se empreendedores.
Atualmente, a mais profunda responsabilidade social de uma empresa é a manutenção do emprego e, na impossibilidade disto, a oferta de um serviço especializado de apoio à recolocação desta pessoa em condições de trabalho e renda. Entre os benefícios diretos desta metodologia, figuram a manutenção da imagem pública da empresa, o fortalecimento da economia local com a redução do desemprego, a motivação dos funcionários que não foram dispensados e que sabem que caso isto ocorra eles poderão contar com um programa de apoio, além da redução drástica das ações trabalhistas, que hoje coloca o Brasil como recordista mundial de demandas judiciais ostentando 3,5 milhões de ações por ano.